# Bảo tàng Vùng Lubartów
Bảo tàng Vùng Lubartów (tiếng Ba Lan: Muzeum Ziemi Lubartowskiej) là một bảo tàng nằm bên trong một trang viên được xây dựng vào thế kỷ 19, tọa lạc tại số 28 Phố Kościuszki, Lubartów, Ba Lan.

## Lược sử hình thành
Bảo tàng Vùng Lubartów được ra quyết định thành lập vào năm 1966. Bốn năm sau, Bảo tàng chính thức mở cửa đón công chúng. Năm 1990, sau khi sửa sang lại trang viên có từ thế kỷ 19, hoạt động triển lãm lại được khánh thành. Tháng 4 năm 2014, Bảo tàng Khu vực ở Lubartów đã được tiếp quản và chuyển đổi thành Bảo tàng Vùng Lubartów.

## Triển lãm
Bộ sưu tập của Bảo tàng Vùng Lubartów hiện đang bao gồm hơn 2.500 hiện vật được trưng bày theo các chuyên đề: dân tộc học, lịch sử, hóa tệ học và khảo cổ học.
Triển lãm thường trực của Bảo tàng có tên là "Từ lịch sử của Lubartów" trưng bày bản sao của các tài liệu có liên quan đến lịch sử lâu đời nhất của địa phương (bao gồm cả đặc quyền về vị trí). Một phần trong cuộc triển lãm thường trực này là bộ sưu tập các bức ảnh của Lubartów trước đây và các sản phẩm của nhà máy sản xuất đồ sành Lubartów trong các năm 1840-1850.
Bảo tàng Vùng Lubartów cũng tổ chức nhiều cuộc triển lãm tạm thời nhằm giới thiệu các bộ sưu tập của Bảo tàng cũng như các tác phẩm của các nghệ sĩ trẻ đến từ Lubartów (họa sĩ, nhà điêu khắc, nhiếp ảnh gia, và nhiều nghệ sĩ khác).